# Wilków Pierwszy
Wilków Pierwszy – także: Wilków – wieś sołecka w Polsce, położona w województwie mazowieckim, w powiecie grójeckim, w gminie Błędów, nad Mogielanką.
W latach 1975–1998 miejscowość administracyjnie należała do województwa radomskiego.
Przez wieś przebiega droga wojewódzka DW 725.
Od XIII w. Wilków jest siedzibą rzymskokatolickiej parafii św. Wawrzyńca Diakona i Męczennika.
W Wilkowie znajduje się XVI-wieczny, drewniany kościół św. Wawrzyńca, który wraz z dzwonnicą został wpisany do rejestru zabytków nieruchomych (nr rej.: 489/A/62 z 23.03.1962 oraz 182/A z 15.10.1982).
Na pobliskim cmentarzu pochowany jest m.in. Jakub Kubicki, architekt polskiego klasycyzmu, Naczelny Intendent Budowli Korony, który zmarł w Wilkowie 13 czerwca 1833 roku. W 2012 został tu pochowany długoletni zasłużony proboszcz parafii ks. kanonik Marian Panek.
We wsi urodził się działacz komunistyczny Kazimierz Mijal.
W pobliżu znajduje się wieś Wilków Drugi, licząca około 500 mieszkańców.